# Eugen von Waldthausen
Eugen von Waldthausen (* 8. Mai 1855 in Essen; † 29. Juli 1941 ebenda) war ein deutscher Kaufmann, Stifter und Politiker.

## Leben und Wirken

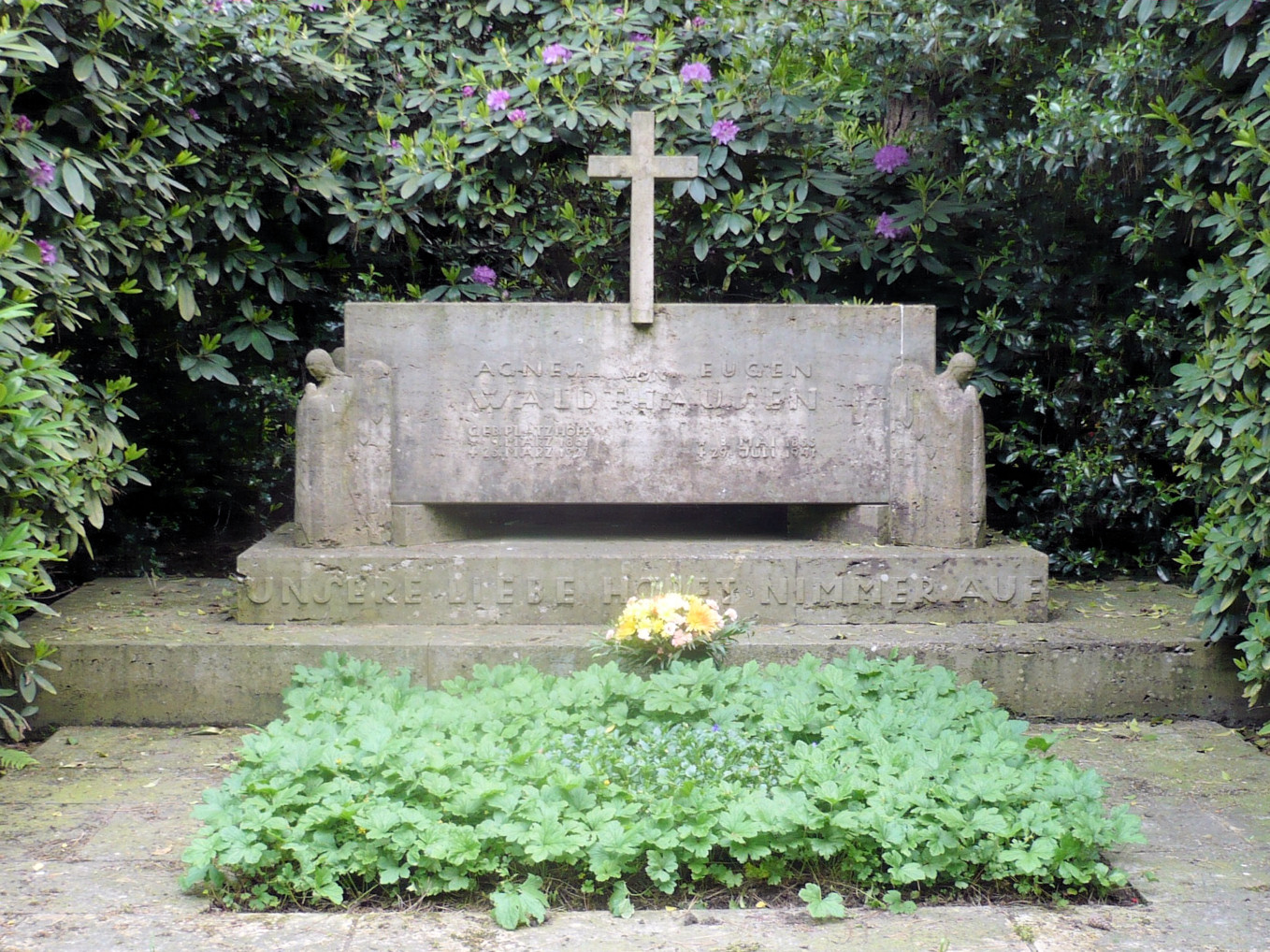
Ehrengrab Eugen und Agnes Waldthausen auf dem Friedhof Bredeney in Essen

Eugen von Waldthausen, Großcousin des Kommerzienrats und Unternehmers Ernst von Waldthausen, war der Sohn des Kaufmanns Gustav Arnold von Waldthausen (1823–1909) und seiner Ehefrau Ottilia Luisa geborene van Beughem (1829–1900).  Er besuchte die Realschule II. Ordnung, das damalige Humboldt-Gymnasium, aus der die heutige Frida-Levy-Gesamtschule hervorging. Er erreichte 1874 die Obersekundareife. Nach dem darauffolgenden Besuch der Kaufmännischen Hochschule in Lausanne vollzog er eine kaufmännische Ausbildung in Köln, Bremen, Le Havre und London. Am 24. November 1883 heiratete er Agnes Platzhoff (1861–1927) aus Elberfeld in Wiesbaden.
In Bremen arbeitete er bei einer zu seiner Familie gehörenden Baumwollimportfirma. 1880 trat er in die von seinem Vater übernommene Indigo-Importfirma in Essen ein, die er ab 1892 als Teilhaber leitete, gab sie jedoch 1909 aufgrund der technischen Umwälzung im Farbenbereich der chemischen Industrie auf.
Waldthausen war Mitglied in zahlreichen Aufsichtsräten, darunter die Rheinischen Stahlwerke, die Deutsche Erdöl AG, die Magdeburger Bergwerks-AG, die Westfälisch-Anhaltische Sprengstoff AG und die Nordstern-Versicherung.
Für das Essener Stadttheater, später Grillo-Theater genannt, die Krankenanstalten und das Museum Folkwang errichtete er Stiftungen. Die der Förderung des Kunstsinns dienenden Stiftungen wurden 1934 unter dem Namen Eugen-und-Agnes-von-Waldthausen-Platzhoff-Museums-Stiftung mit Sitz in Essen zusammengefasst. 
Eugen von Waldthausen war von 1892 bis 1919 Stadtverordneter in Essen. Er wurde an der Seite seiner Frau Agnes auf dem Friedhof Bredeney in Essen beigesetzt. Per Ratsbeschluss der Stadt Essen vom 12. Dezember 2012 wurde das Grab zum Ehrengrab erklärt.